# 312P/NEAT
312P/NEAT, komet Jupiterove obitelji